# Blut der Leidenschaft
Blut der Leidenschaft ist ein jugoslawischer Spielfilm des polnischen Regisseurs Andrzej Wajda aus dem Jahr 1961. Deutsche Erstaufführung war in bundesdeutschen Kinos am 22. März 1963; in der DDR, wo er erst 1968 zu sehen war, trug er den Titel Tödliche Leidenschaft.

## Handlung
Die Gutsherrin Katerina Izmajlowa fühlt sich von ihrem wesentlich älteren Ehemann Zinovij vernachlässigt. Sie beginnt eine Liebesaffäre mit dem Knecht Sergei. Gemeinsam mit Sergei vergiftet sie zunächst ihren Schwiegervater, dann ihren Ehemann. Um mit Sergei ein neues Leben zu beginnen, erwürgt sie schließlich auch noch den kleinen Fedja. Die Taten werden jedoch entdeckt und aufgeklärt. Katerina und Sergei werden nach Sibirien verbannt. Auf der Fahrt nach Sibirien betrügt Sergei Katerina mit der jungen Sonetka. Katerina lockt sie an die Wolga und beide ertrinken im Fluss.

## Hintergrund
Der Film entstand nach der Erzählung Die Lady Macbeth von Mzensk von Nikolai Leskow, die wiederum auf der Hauptfigur Lady Macbeth aus Macbeth von William Shakespeare basiert.

## Kritiken
„Ein visuell und atmosphärisch eindringliches Drama menschlicher Triebhaftigkeit.“

Die New York Times sah nur einen „schwülstigen, altmodischen und manchmal zum Weinen possierlichen Mischmasch“.
Wajda selbst sagte rückblickend, ihm fehlte „eine klare Idee, ein roter Faden“ bei diesem Film.

## Auszeichnungen
Kameramann Aleksander Sekulović wurde 1962 beim Pula Film Festival (Festival igranog filma u Puli) mit dem Preis für die beste Kameraarbeit ausgezeichnet.